# 熊谷市立籠原小学校
熊谷市立籠原小学校（くまがやしりつ かごはらしょうがっこう）は、埼玉県熊谷市にある公立小学校。

## 校歌
「熊谷市立籠原小学校 校歌」
西田四郎 作詞
小山 伸 作曲

## 沿革
- 1972年3月24日 - 起工式
- 1978年11月26日 - 校歌・校章を制定